# Wim Umboh
Ahmad Salim, connu sous le nom Wim Umboh, né le 26 mars 1933 à Manado et mort le 24 janvier 1996 à Jakarta, est un réalisateur indonésien.

## Biographie
Né dans le Sulawesi du Nord, Umboh est devenu orphelin à l'âge de huit ans, puis adopté par un médecin chinois d'Indonésie. Après le lycée, il a déménagé à Jakarta et a trouvé du travail aux Golden Arrow Studios en tant que concierge et, plus tard, traducteur. En 1955, il fait ses débuts à l'écran en tant que réalisateur avec Behind the Walls. Au cours de sa carrière, qui a duré plus de quarante ans, Umboh a réalisé près de cinquante films, qui ont remporté 29 Citra Awards du Festival du film indonésien. On lui a diagnostiqué un cancer du foie en 1978 mais, après s'être rétabli, il a continué à travailler jusqu'à sa mort des complications du diabète et d'un accident vasculaire cérébral. Umboh s'est marié trois fois et a eu deux enfants. Réalisateur autoritaire qui recherchait la perfection, Umboh était connu pour expérimenter différentes technologies et, selon son collègue réalisateur Teguh Karya, mémorisait l'intégralité du dialogue de ses films pendant le tournage. Il a préféré les plans moyen et gros plan. Umboh a influencé de nombreux réalisateurs indonésiens, dont Karya, Slamet Rahardjo, Garin Nugroho et Arifin C. Noer, et son travail a lancé la carrière de plusieurs stars indonésiennes, dont Sophan Sophiaan et Roy Marten.